# Черети (Торино)
Черети је насеље у Италији у округу Торино, региону Пијемонт.
Према процени из 2011. у насељу је живело 270 становника. Насеље се налази на надморској висини од 376 м.